# Good Boy (2023)
Good Boy, o también Me, You and Frank, es un thriller psicológico noruego de director Viljar Boe estrenado en 2023, en el que explora temas de manipulación, confianza y relaciones humanas inusuales. La protagonista Sigrid, una estudiante de psicología, cree haber encontrado a su pareja ideal con Christian, un hombre adinerado y solitario, que vive con Frank, un amigo que elige vivir como un perro usando un traje completo. Inicialmente desconcertada por Frank, Sigrid decide aceptar esta dinámica después de conocer el trasfondo de su convivencia. Sin embargo, mientras pasan tiempo juntos en una cabaña, se desatan giros inesperados que revelan verdades oscuras sobre la relación entre Christian y Frank.

## Sinopsis
El hijo del millonario Christian (Gard Fartein Løkke Goli) conoce a la joven estudiante Sigrid (Katrine Lovise Øpstad Fredriksen) en una aplicación de citas. Los dos congenian e inmediatamente pasan la noche juntos. Pero a la mañana siguiente hay un problema: aparece Frank, el perro de Christian. Sin embargo, no es una mascota animal, sino un hombre (Nicolai Narvesen Lied) que no sólo va disfrazado, sino que se comporta como un amigo de cuatro patas. Pero Sigrid no quiere tirar por la borda su cita. Al fin y al cabo, la posible herencia millonaria de Christian también tiene un efecto seductor sobre ella. Así que acepta ir un fin de semana a la casa de vacaciones de la familia de Christian, donde también quiere descubrir el secreto de Frank.

## Reparto
- Gard Lokke como Christian
- Katrine Lovise como Sigrid
- Nicolai Narvesen Lied como Frank
- Amalie Willoch como Aurora
- Marie Waade como Johanne Binder
- Gard Fartein como Christian Iversen

## Recepción
El filme ha sido descrito como una obra intrigante que combina elementos psicológicos y sociales, llevando al espectador a cuestionar los límites de la aceptación cultural y personal. Su tono surrealista y su capacidad para sorprender al espectador han sido destacados por críticos, aunque algunos sugieren que un mayor desarrollo del tercer acto podría haber incrementado su impacto narrativo.